# Adrián Gabbarini
Adrián José Gabbarini (Guaymallén, 10 de outubro de 1985) é um ex-futebolista argentino naturalizado equatoriano que atuou como goleiro ao longo de sua carreira.

## Carreira
Nascido no departamento de Guaymallén em 10 de outubro de 1985, Gabbarini iniciou sua carreira no futebol nas categorias de base do Independiente Rivadavia e do Independiente. Embora tenha sido relacionado pelo clube de Avellaneda como suplente pela primeira vez em 8 de abril de 2007, sua estreia como profissional ocorreu em 13 de outubro de 2009, durante uma partida contra o Estudiantes de La Plata. Ele integrou o elenco que conquistou a Copa Sul-Americana de 2010.
Entre os anos de 2013 e 2017, Gabbarini teve passagens por quatro clubes argentinos após deixar o Independiente. Logo após sua saída, teve uma breve passagem pelo Newell's Old Boys. Em seguida, defendeu as camisas do Argentinos Juniors, Tigre e Olimpo.
Gabbarini foi anunciado como novo jogador da Liga de Quito em janeiro de 2018. Na época, a equipe equatoriana buscava reforços para a posição após uma temporada repleta de desafios. Logo em seu primeiro ano, contribuiu para a conquista do Campeonato Equatoriano, destacando-se como um dos principais jogadores desse feito. Seu desempenho não passou despercebido pela entidade organizadora, que o elegeu como o melhor goleiro da competição. O excelente desempenho de Gabbarini persistiu em 2019, quando desempenhou um papel fundamental na conquista da Copa do Equador, sendo novamente reconhecido como o melhor goleiro do torneio. Apesar de ter alcançado o vice no campeonato nacional, Gabbarini recebeu os prêmios de melhor goleiro da competição e também foi eleito o melhor jogador do ano no futebol equatoriano.
No seu período subsequente, Gabbarini também conquistou os títulos da Supercopa do Equador de 2020 e 2021. Em novembro de 2021, sofreu uma lesão nos ligamentos do joelho, o que o afastou dos campos por um semestre. Em maio de 2022, teve outra lesão. Como substituto, o clube contratou Alexander Domínguez, que assumiu a posição de titular. Mesmo atuando como suplente, Gabbarini contribuiu para a conquista do Campeonato Equatoriano e da Copa Sul-Americana em 2023. Em janeiro de 2024, anunciou sua aposentadoria como jogador e assumiu um cargo de assistente na comissão técnica de Josep Alcácer na Liga de Quito.

## Títulos
Independiente
- Copa Sul-Americana: 2010[19]

Liga de Quito
- Campeonato Equatoriano: 2018[20] e 2023[20]
- Copa do Equador: 2018–19[21]
- Supercopa do Equador: 2020[22] e 2021[22]
- Copa Sul-Americana: 2023[22]

### Prêmios individuais
- Seleção do Campeonato Equatoriano: 2018[12] e 2019[13]
- Melhor jogador do Campeonato Equatoriano: 2018[23] e 2019[13]
- Melhor goleiro da Copa do Equador: 2018–19[12]
- Melhor jogador da Supercopa do Equador: 2020[24]